# RR Водолея
RR Водолея (лат. RR Aquarii), HD 202306 — одиночная переменная звезда в созвездии Водолея на расстоянии (вычисленном из значения параллакса) приблизительно 11116 световых лет (около 2408 парсеков) от Солнца. Видимая звёздная величина звезды — от +14,7m до +9,1m.

## Характеристики
RR Водолея — красная пульсирующая переменная звезда, мирида (M) спектрального класса M2e-M4e или M1/3e. Эффективная температура — около 3295 К.